# Ремяска
Ремяска — река в России, протекает в Краснохолмском районе Тверской области. Устье реки находится в 12 км по правому берегу реки Неледина напротив деревни Буньково. Длина реки составляет 21 км, площадь водосборного бассейна — 91,3 км². 
По берегам реки стоят деревни Александрово, Пруды, Гаврилово, Кокорекино, Утехово, Пахирево, Толстиково, Ларихово и Мануково Утеховского сельского поселения.

## Данные водного реестра
По данным государственного водного реестра России относится к Верхневолжскому бассейновому округу, водохозяйственный участок реки — Молога от истока и до устья, речной подбассейн реки — Реки бассейна Рыбинского водохранилища. Речной бассейн реки — (Верхняя) Волга до Куйбышевского водохранилища (без бассейна Оки).
По данным геоинформационной системы водохозяйственного районирования территории РФ, подготовленной Федеральным агентством водных ресурсов:
- Код водного объекта в государственном водном реестре — 08010200112110000005552
- Код по гидрологической изученности (ГИ) — 110000555
- Код бассейна — 08.01.02.001
- Номер тома по ГИ — 10
- Выпуск по ГИ — 0